# Templo de Dioniso (Side)
El Templo de Dioniso fue un  templo romano dedicado a Dioniso en Side ciudad de la antigua región de Panfilia en Medio Oriente de Asia en la actual Turquía. La identificación del templo no es del todo segura, y se basa principalmente en el hecho de que se encuentra justo al lado del Teatro de Side, inmediatamente al noroeste del mismo.
El santuario, interpretado como un templo a Dioniso, fue construido en el período romano en el siglo I d. C. Más concretamente, está datado en la época del emperador Augusto, a principios del siglo I El templo era un pseudoperíptero, y como tal una rareza en Asia Menor. Tenía cuatro columnas en la fachada y cinco semicolumnas adosadas al muro del naos. No había columnas en el lado corto trasero del naos.
Las cuatro columnas de la fachada eran de granito rojo y eran de estilo corintio, y formaban un pronaos  de 2,5 m de profundidad. Se abría hacia el norte. El templo estaba construido sobre un alto podio. Había seis escalones que conducían al pronaos. El estilóbato del templo medía 5,83 × 11,75 m.
Cuando se amplió el teatro en el siglo I, parte del templo quedó bajo las estructuras de soporte del teatro. Las ruinas del templo se han conservado mal hasta nuestros días.